# 隠岐方言
隠岐方言（おきほうげん）、隠岐弁（おきべん）は島根県隠岐諸島で話される日本語の方言である。雲伯方言に属す。

## アクセント
隠岐方言の最大の特徴はそのアクセントであり、他には見られない異色のものである。

## 発音
隠岐方言では雲伯方言に特徴的なイ段とウ段の中舌母音がほとんどみられず、かつて存在した形跡（イ段音とウ段音が交替する）が残るのみである。例として人[Futo]、いわし[ewasu]等の発音が見られる。またラ行子音は促音便化する。
島後の五箇では、「五箇の鼻声」と呼ばれる、有声子音の前後が鼻音になる現象があった。現在では老年層でも聞かれない。

## 文法
山陰全体の特徴として、断定助動詞の「だ」、ワ行四段動詞連用形促音便（カッタ＝買った）などが見られる。また否定助動詞に「…の」という形があるが、「…ぬ」がウ→オの変化により「…の」に変化したとみられる。（ウ段からオ段への変化は雲伯方言でよくみられる。）